# Cal Freixetes
Cal Freixetes és un edifici del municipi de l'Albagés (Garrigues) que forma part de l'Inventari del Patrimoni Arquitectònic de Catalunya.

## Descripció
És una casa estructurada en planta baixa i dos pisos superiors amb façana de pedra vista. El parament murari és de grans carreus de pedra ben escairats deixats a la vista. L'habitatge ha patit modificacions al segon pis: abans era una galeria correguda d'arcs de mig punt fets de maó amb barana de teula àrab, disposada a manera de gelosia; actualment, però, ja no es tracta d'un pis obert sinó que s'ha aixecat una paret de maó fins dalt de tot i després arrebossada de blanc. Els dos pisos inferiors, en canvi, conserven el seu aspecte original. Hi ha dues entrades rectangulars i a la llinda de la principal, mes a la dreta, hi ha gravat l'anagrama de Crist. Pel que fa a les obertures, hi ha tres balcons al primer pis, amb els marcs motllurats. El pis superior actualment té tres finestrals quadrangulars.

## Història
Consta a la documentació que aquesta casa havia estat residència dels monjos de Poblet. De fet tot el poble fou feu del monestir fins al 1835. Les arcades del pis superior antigament eren tornejades però amb la guerra civil (1936- 1939) es destrueixen, es refan amb maó i el 1989 es torna a modificar remodelant les finestres, que avui són quadrades, i arrebossant la façana.